# 340th Flying Training Group
Il 340th Flying Training Group è un gruppo associato dell'Air Force Reserve Command, inquadrato nella Twenty-Second Air Force. Riporta direttamente alla Nineteenth Air Force dell'Air Education and Training Command. Il suo quartier generale è situato presso la Joint Base San Antonio-Randolph, nel Texas.

## Missione
Il gruppo, il più grande dell'U.S.A.F., non dispone di propri velivoli ma fornisce personale per la manutenzione e l'addestramento a diversi stormi dell'Air Education and Training Command. Il reparto dispone di 425 piloti istruttori impegnati nell'addestramento di piloti matricole specializzati, addestramento di piloti delle forze congiunte e della NATO e addestramento ai fondamentali del combattimento aereo.

## Organizzazione
Attualmente, al settembre 2017, lo stormo controlla:
- 5th Flying Training Squadron, Vance Air Force Base, Oklahoma, associato al 71st Flying Training Wing
- 39th Flying Training Squadron, Joint Base San Antonio-Randolph, Texas, associato al 12th Operations Group, 12th Flying Training Wing
- 43rd Flying Training Squadron, Columbus Air Force Base, Ohio, associato al 14th Flying Training Wing
- 70th Flying Training Squadron, United States Air Force Academy, Colorado, associato al 306th Flying Training Group, 12th Flying Training Wing
- 96th Flying Training Squadron, Laughlin Air Force Base, Texas, associato al 47th Flying Training Wing
- 97th Flying Training Squadron, Sheppard Air Force Base, Texas, associato all'80th Flying Training Wing
- 433rd Training Squadron, Joint Base San Antonio, Texas